# Montefalcone nel Sannio
Montefalcone nel Sannio è un comune italiano di 1 340 abitanti della provincia di Campobasso, in Molise.

## Storia
Ipotesi vogliono che, dal ritrovamento di monete italiche, il centro abbia origini legate ai Sanniti. Probabilmente vi sorgeva la roccaforte di "Maronea" espugnata da Marcello console nel 212 a.C. Durante il periodo degli angioini, Montefalcone fu feudo della famiglia Cantelmo, e poi degli Arcuccio. Nel XV secolo passò al dominio di Guglionesi, e nel 1488 a Gambatesa. Nei secoli successivi appartenne ai Carafa, ai De Tufo e ai Gargano. Il terremoto del Molise del 1805 danneggiò Montefalcone, che vide la propria autonomia grazie al regio decreto del 1861. Otto anni dopo, per distinguersi dagli altri comuni omonimi italiani, fu aggiunta la locuzione "nel Sannio", con riferimento all'omonima regione storica.

### Simboli
Lo stemma e il gonfalone sono stati concessi con Decreto del presidente della Repubblica del 19 ottobre 2011.
(D.P.R. 19 ottobre 2011)
Il gonfalone è un drappo di rosso.

## Monumenti e luoghi d'interesse

### Chiesa di San Silvestro I, Papa
Fondata tra l'XI e il XII secolo e riedificata nel XIX secolo, conserva al suo interno numerose statue lignee di buona fattura, opere di artisti locali, databili tra il XV secolo e il XIX.

Pregevole capolavoro è il busto ligneo di Sant'Anna del XV secolo, mentre altre opere di un certo interesse sono le statue lignee della Madonna Immacolata, di Sant'Antonio Abate, probabile creazione dell'artista campobassano Paolo Saverio di Zinno, entrambe del XVIII secolo, e di San Giovanni Battista (XIX secolo).

L'interno è a tre navate con pianta a croce latina e falsa cupola nell'intersezione tra la navata centrale ed il transetto. Gli altari e i decori, opere di stuccatori locali, risalgono alla seconda metà dell'Ottocento.

Il soffitto è a botte e accoglie, lungo la navata centrale, alcune tele realizzate dal pittore Giovanni Leo Paglione da Capracotta, tra il 1979 e il 1985, mentre nelle vetrate policrome, realizzate tra il 1970 e il 1974 sono raffigurati i simboli dei Santi custoditi nella chiesa al tempo della loro collocazione.

Nell'ancona che custodisce la statua lignea del patrono cittadino, sant'Antonio di Padova, è conservata un'insigne reliquia del corpo del Santo donata, dalla Basilica di Padova, il 25 settembre 1993. La reliquia, originale ed autentica, fu prelevata dalla tomba del Santo durante la ricognizione canonica del 1981 ed è costituita da una piccola porzione di massa corporis ex cute dei resti mortali di sant'Antonio.
Sulla cantoria si conserva un organo a canne del XVIII secolo in legno dorato mentre di grande interesse è il portale gotico dell'ingresso principale sistemato sulla sommità di una scalinata in pietra locale del 1886. Il portale, ad archi a sesto acuto decorati, è sicuramente databile al XIII secolo e, con ogni probabilità, giunge dall'antico monastero benedettino di San Pietro, che un tempo si ergeva al confine tra Montefalcone e Castelmauro.
Sulla torre campanaria, ristrutturata nel XIX secolo, sono collocate cinque campane. Due a servizio dell'orologio civico, e tre a servizio della chiesa e delle liturgie religiose. Di queste ultime solo una, la più grande, di circa 18 quintali, detta "la grossa", fu salvata dalle razzie fasciste degli anni quaranta, ordinate dal Duce per soddisfare il crescente bisogno di armamenti bellici dell'Italia. Fusa nel 1708, dalla fonderia Desiati di Agnone, è dedicata, principalmente, alla Vergine Immacolata, quale dono dell'allora signore feudale di Montefalcone il Duca di Canzano. Oltre all'Immacolata la campana porta le effigi di Santa Barbara, San Giovanni Battista e Sant'Antonio di Padova. La seconda campana, detta mezzana o "La Francese", venne fusa nel 1967 dalla Pontificia Fonderia Marinelli di Agnone utilizzando il bronzo di una campana, consegnata alla parrocchia dopo la fine della guerra e avente lo stesso peso di quella originaria depredata dai fascisti e proveniente, secondo la tradizione, dalla Francia da cui, appunto, il nome "La Francese". Essa è intitolata al Patrono cittadino sant'Antonio di Padova e a san Nicola di Bari. La terza campana, detta "la cinenna" (piccolina) o "concettina", venne fusa negli anni 60, sempre dalla fonderia Marinelli di Agnone, ed è intitolata unicamente all'Immacolata Concezione.

### Chiesa di Santa Maria delle Grazie
Fondata nel 1622, tale chiesa è stata parte integrante dell'attiguo convento dei Padri Cappuccini.

Nel 1811, con la legge di riforma e soppressione delle strutture ecclesiastiche del Regno di Napoli, adottata da Re Gioacchino Murat, il convento, dedicato alla Vergine delle Grazie, fu abbandonato dai frati e avocato alla proprietà dello Stato, mentre la chiesa fu trasferita in proprietà della Parrocchia di San Silvestro I Papa alla quale tutt'oggi appartiene.

L'interno è semplice, a navata unica, con due cappelle laterali che si aprono sulla sinistra.
Nella prima, oggi dedicata a san Vincenzo Ferreri, è possibile ammirare un bel altare ligneo intagliato del 1700 con tre nicchie custodenti le statue di San Felice da Cantalice (sec. XVII), unico originale della composizione, San Vincenzo Ferreri (sec. XVIII), opera del campobassano Paolo Saverio di Zinno e di Sant'Antonio di Padova (sec. XVII). Nella seconda, detta della Visitazione, sono custodite, all'interno di un altare seicentesco a stucchi, le reliquie del beato Giso abate, di origine montefalconese, vissuto tra il X e XI secolo, nell'antico monastero benedettino di San Pietro, al confine tra Montefalcone e Castelmauro. Accanto all'altare della Visitazione con le spoglie del beato Giso, sono i due busti lignei di San Gennaro (sec. XVIII) e Santa Teodora (sec. XVIII). Nella parete di sinistra della stessa Cappella è conservata la statua di San Felice Papa (sec. XVII).
Notevole esempio di pittura tardo manierista della scuola napoletana del 1600 è la pala collocata sull'altare maggiore della navata centrale, opera del pittore Giovan Bernardino Azzolino, raffigurante la Vergine delle Grazie in trono, circondata da angeli e santi.
Altrettanto notevole lo stesso altare maggiore in legno intarsiato con Tabernacolo a cupola, opera di fra Bernardino da Montone, databile al XVIII secolo.

### Mura ciclopiche
Sul versante occidentale del monte Rocchetta, in agro di Montefalcone nel Sannio, vi sono importanti resti di fortificazioni sannite, che delimitavano, probabilmente, un luogo di culto e/o un baluardo di difesa "estrema" in caso di pericolo.
Alcuni studiosi hanno identificato il sito con l'antica Maronea sannita, luogo dove, secondo lo storico romano Tito Livio, il proconsole Marcello, nel 212 a.C., ebbe la meglio su una nutrita posizione di cartaginesi.
A supportare tale tesi, vi sono, oltre alla convinzione di molti studiosi, anche del secolo scorso, la tradizione orale e i ritrovamenti di reperti importanti, sia in tempi remoti che più vicini a noi.
Ulteriore conferma sarebbe data da un cippo lapideo, una volta conservato all'interno dell'orto della sagrestia della chiesa di San Silvestro I Papa e attualmente perduto, sul quale ormai pochi testimoni riferiscono fosse inciso il nome "Maronea".
Altri condividono meno l'ipotesi dell'identificazione Maronea-Montefalcone e riconducono i resti siti tra il colle della Prima Croce e il colle della Seconda Croce del monte Rocchetta, a parte di un più complesso sistema difensivo sannita.

## Società

### Evoluzione demografica
Abitanti censiti

### Tradizioni e folclore
- Le Farchie: 24 dicembre: Antichissimo rito magico propiziatorio, di origine chiaramente pagana, con il quale si festeggiava il "sole nascente", l'inizio del nuovo anno solare, la vittoria della luce sulle tenebre.

Era, ed è ancora, anche un rito di iniziazione, durante il quale gruppi di giovani si sfidano nel costruire le "farchia".
Costituita da un fascio conico di piccoli tronchi spaccati, incastrati e legati intorno ad un tripode di legno, accesa, viene portata, cantando canti tradizionali, accompagnati da strumenti popolari (organetti diatonici, fisarmoniche, zampogne, ciaramelle), per le vie cittadine, sostando davanti agli uscì di amici e parenti che accolgono all'interno della loro abitazione i cantori, offrendo loro dei donativi di carattere alimentari.
- Lu Bufù : 31 dicembre: Gruppi di cantori, si recano davanti alle abitazioni di famiglie scelte per l'occasione ed eseguono, il tipico canto del "Capedanne". All'interno proseguono i canti per qualche ora, fino a quando si decide di cambiare casa.

Lo strumento principe di questa serata è il Bufù, realizzato con un tino, una pelle di capra, una canna.
Il 5 gennaio, vigilia della "Pasquetta", con le stesse modalità e strumenti del 31 dicembre, si porta per le case il canto de: "La Pasquetta";
Particolarmente suggestiva è la tradizionale "Pasquetta" effettuata con zampogne e ciaramelle, da suonatori locali, autentica espressione di un'antica, sana, originale cultura popolare.
Strumenti che rievocano atmosfere di altri tempi e che rivivono, negli ultimi anni, antiche glorie.
Diversi i suonatori, a volte anche costruttori dei propri strumenti, apprezzati e ricercati anche nei paesi vicini.
Il 16 gennaio vigilia della festa di "Sant'Antonio Abate", si gira per le case, portando il canto tradizionale, che narra le gesta del santo; Questo canto, molto allegro e ritmato, finisce, anzi "degenera" nella richiesta di donativi di carattere alimentare
Il 19 gennaio vigilia della festa di "San Sebastiano", si gira per le case, portando il canto secolare, che parla della vita del Santo stesso.
Il 9 giugno, in tarda serata, nella chiesa di Santa Maria delle Grazie, benedizione e partenza dei pellegrini per il Santuario di Maria Santissima dei Miracoli in Casalbordino (CH). Il pellegrinaggio prevede circa 20 ore di cammino facendo sosta al Santuario della Madonna delle Grazie in Monteodorisio (CH).

## Amministrazione
Di seguito è presentata una tabella relativa alle amministrazioni che si sono succedute in questo comune.
| Periodo          | Periodo        | Primo cittadino         | Partito                            | Carica  | Note  |
| ---------------- | -------------- | ----------------------- | ---------------------------------- | ------- | ----- |
| 20 dicembre 1983 | 29 maggio 1989 | Vittorio Angelo Colella | Democrazia Cristiana               | Sindaco | [ 6 ] |
| 24 giugno 1989   | 13 giugno 1994 | Vittorio Angelo Colella | Democrazia Cristiana               | Sindaco | [ 6 ] |
| 13 giugno 1994   | 25 maggio 1998 | Vittorio Angelo Colella | Partito Popolare Italiano          | Sindaco | [ 6 ] |
| 25 maggio 1998   | 28 maggio 2002 | Giovanni Desiato        | Partito Democratico della Sinistra | Sindaco | [ 6 ] |
| 28 maggio 2002   | 29 maggio 2007 | Vittorio Angelo Colella | Partito Popolare Italiano          | Sindaco | [ 6 ] |
| 29 maggio 2007   | 7 maggio 2012  | Gigino D'Angelo         | lista civica                       | Sindaco | [ 6 ] |
| 26 maggio 2012   | 11 giugno 2017 | Gigino D'Angelo         | lista civica                       | Sindaco | [ 6 ] |
| 11 giugno 2017   | 13 giugno 2022 | Riccardo Vincifori      | lista civica                       | Sindaco | [ 6 ] |
| 13 giugno 2022   | in carica      | Fabio Pasciullo         | lista civica                       | Sindaco | [ 6 ] |